# Mistrovství světa v dráhové cyklistice 2018
Mistrovství světa v dráhové cyklistice 2018 se uskutečnilo ve dnech od 28. února 2018 do 4. března 2018 v Apeldoornu v Nizozemsku.

## Medaile dle zemí
| Pořadí | Stát               | Zlato | Stříbro | Bronz | Celkem |
| ------ | ------------------ | ----- | ------- | ----- | ------ |
| 1      | Nizozemsko         | 5     | 5       | 2     | 12     |
| 2      | Německo            | 4     | 0       | 2     | 6      |
| 3      | Spojené království | 2     | 3       | 1     | 6      |
| 4      | Austrálie          | 2     | 2       | 2     | 6      |
| 5      | USA                | 2     | 1       | 1     | 4      |
| 6      | Itálie             | 1     | 1       | 4     | 6      |
| 7      | Belgie             | 1     | 1       | 0     | 2      |
| 8      | Bělorusko          | 1     | 0       | 0     | 1      |
| 8      | Kolumbie           | 1     | 0       | 0     | 1      |
| 8      | Polsko             | 1     | 0       | 0     | 1      |
| 11     | Dánsko             | 0     | 2       | 1     | 3      |
| 12     | Rusko              | 0     | 1       | 2     | 3      |
| 13     | Hongkong           | 0     | 1       | 0     | 1      |
| 13     | Japonsko           | 0     | 1       | 0     | 1      |
| 13     | Portugalsko        | 0     | 1       | 0     | 1      |
| 13     | Španělsko          | 0     | 1       | 0     | 1      |
| 17     | Francie            | 0     | 0       | 2     | 2      |
| 18     | Kanada             | 0     | 0       | 1     | 1      |
| 18     | Litva              | 0     | 0       | 1     | 1      |
| 18     | Nový Zéland        | 0     | 0       | 1     | 1      |
| Celkem | Celkem             | 20    | 20      | 20    | 60     |

## Přehled medailistů
| Disciplína                  | Zlato                                                                                | Stříbro                                                                                   | Bronz                                                                                      |
| Muži                        |                                                                                      |                                                                                           |                                                                                            |
| Sprint                      | Matthew Glaetzer Austrálie                                                           | Jack Carlin Spojené království                                                            | Sebastien Vigier Francie                                                                   |
| 1 km s pevným startem       | Jeffrey Hoogland Nizozemsko                                                          | Matthew Glaetzer Austrálie                                                                | Theo Bos Nizozemsko                                                                        |
| Stíhací závod – jednotlivci | Filippo Ganna Itálie                                                                 | Ivo Oliveira Portugalsko                                                                  | Alexandr Jevtušenko Rusko                                                                  |
| Stíhací závod – družstva    | Spojené království Ed Clancy Kian Emadi Ethan Hayter Charlie Tanfield                | Dánsko Niklas Larsen Julius Johansen Frederik Madsen Casper von Folsach                   | Itálie Simone Consonni Liam Bertazzo Filippo Ganna Francesco Lamon                         |
| Sprint družstva             | Nizozemsko Nils van 't Hoenderdaal Harrie Lavreysen Jeffrey Hoogland Matthijs Büchli | Spojené království Jack Carlin Ryan Owens Jason Kenny Philip Hindes Joseph Truman         | Francie François Pervis Sébastien Vigier Quentin Lafargue Michaël D'Almeida                |
| Keirin                      | Fabián Puerta Kolumbie                                                               | Tomoyuki Kawabata Japonsko                                                                | Maximilian Levy Německo                                                                    |
| Scratch                     | Yauheni Karaliok Bělorusko                                                           | Michele Scartezzini Itálie                                                                | Callum Scotson Austrálie                                                                   |
| Bodovací závod              | Cameron Meyer Austrálie                                                              | Jan-Willem van Schip Nizozemsko                                                           | Mark Stewart Spojené království                                                            |
| Madison                     | Německo Roger Kluge Theo Reinhardt                                                   | Španělsko Albert Torres Sebastián Mora                                                    | Austrálie Cameron Meyer Callum Scotson                                                     |
| Omnium                      | Szymon Sajnok Polsko                                                                 | Jan-Willem van Schip Nizozemsko                                                           | Simone Consonni Itálie                                                                     |
| Ženy                        |                                                                                      |                                                                                           |                                                                                            |
| Sprint                      | Kristina Vogel Německo                                                               | Stephanie Morton Austrálie                                                                | Pauline Grabosch Německo                                                                   |
| 500 m s pevným startem      | Miriam Welte Německo                                                                 | Darja Šmeljovová Rusko                                                                    | Elis Ligtlee Nizozemsko                                                                    |
| Stíhací závod – jednotlivci | Chloé Dygert USA                                                                     | Annemiek van Vleutenová Nizozemsko                                                        | Kelly Catlin USA                                                                           |
| Stíhací závod – družstva    | USA Jennifer Valente Kelly Catlin Chloé Dygert Kimberly Geist                        | Spojené království Katie Archibald Elinor Barker Laura Kenny Emily Nelson Ellie Dickinson | Itálie Elisa Balsamo Letizia Paternoster Silvia Valsecchi Tatiana Guderzo Simona Frapporti |
| Sprint družstva             | Německo Miriam Welte Kristina Vogel Pauline Grabosch                                 | Nizozemsko Kyra Lamberink Shanne Braspennincx Laurine van Riessenová Hetty van de Wouw    | Rusko Darja Šmeljovová Anastasija Vojnovová                                                |
| Keirin                      | Nicky Degrendele Belgie                                                              | Lee Wai Sze Hongkong                                                                      | Simona Krupeckaitė Litva                                                                   |
| Scratch                     | Kirsten Wild Nizozemsko                                                              | Jolien D'Hoore Belgie                                                                     | Amalie Dideriksen Dánsko                                                                   |
| Bodovací závod              | Kirsten Wild Nizozemsko                                                              | Jennifer Valente USA                                                                      | Jasmin Duehring Kanada                                                                     |
| Madison                     | Spojené království Katie Archibald Emily Nelson                                      | Nizozemsko Kirsten Wild Amy Pieters                                                       | Itálie Letizia Paternoster Maria Giulia Confalonieri                                       |
| Omnium                      | Kirsten Wild Nizozemsko                                                              | Amalie Dideriksen Dánsko                                                                  | Rushlee Buchanan Nový Zéland                                                               |